# Caritas Portugal
Caritas Portugal ("Cáritas Portuguesa") é uma organização oficial da Igreja Católica em Portugal para a caridade social, instituído pela Conferência Episcopal Portuguesa.
A Cáritas Portuguesa foi fundada em 1945, tendo os seus primeiros estatutos aprovados em 1956.
Dos anos 50 a meados dos anos 70, as suas atividades centraram-se, fundamentalmente, na distribuição de bens alimentares pela população portuguesa, doados pelos Estados Unidos da América e no acolhimento, por famílias portuguesas, de crianças vindas dos países do centro da Europa, no pós II Grande Guerra Mundial e no início das tensões da chamada Guerra Fria.
Com o início da Guerra Colonial, esta instituição, em 1961, tomou a cargo a assistência às vítimas da guerra em
Angola, e aos deslocados portugueses no ex-Congo Belga, com o apoio implícito do presidente do Conselho, através do Ministério do Ultramar.

## Organização
Cáritas Portuguesa é uma confederação Católica Portuguesa, de desenvolvimento social e organizações de serviços católicas que operam em Portugal. Caritas Portugal é composto por 20 organizações membros regionais conhecidas como diocese
A organização tem a sua sede nacional em Lisboa, Portugal, formam lá presta assistência geral para a diocese regional.

## Dirigentes
- Fernanda Mendes de Almeida Ivens Ferraz Jardim;